# Dicaelotus montanus
Dicaelotus montanus é uma espécie de insetos himenópteros, mais especificamente de vespas pertencente à família Ichneumonidae.
A autoridade científica da espécie é de Stefani, tendo sido descrita no ano de 1885.
Trata-se de uma espécie presente no território português.